# 6846 Kansazan
6846 Kansazan è un asteroide della fascia principale. Scoperto nel 1976, presenta un'orbita caratterizzata da un semiasse maggiore pari a 2,3859438 UA e da un'eccentricità di 0,2234882, inclinata di 2,85547° rispetto all'eclittica.